# Garcinia moaensis
Garcinia moaensis là một loài thực vật có hoa trong họ Bứa. Loài này được (Bisse) Borhidi mô tả khoa học đầu tiên năm 1980.